# James P. Mitchell

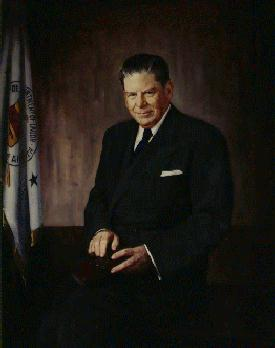
James P. Mitchell

James Paul Mitchell (* 12. November 1900 in Elizabeth, New Jersey; † 19. Oktober 1964 in New York City) war ein US-amerikanischer Politiker der Demokratischen Partei.

## Biografie
James Mitchell wurde in eine irischstämmige Familie geboren, wobei viele seiner Familienmitglieder Reporter waren oder anderen gesellschaftlichen Tätigkeiten nachgingen. Sein Onkel war der bekannte Oscarpreisträger Thomas Mitchell. Mitchell war zunächst Sonderberater für Arbeit beim Direktor der Arbeitsförderungsverwaltung des Staates New York und im Anschluss von 1942 bis 1945 Direktor der Abteilung für Industriepersonal der United States Army. Am 6. April 1953 wurde er zum Assistenten (Assistant Secretary) des Heeresstaatssekretärs (Secretary of the Army) Robert T. Stevens ernannt und war als solcher zuständig für Personal- und Reservistenangelegenheiten.
Am 9. Oktober 1953 berief ihn der republikanische US-Präsident Dwight D. Eisenhower als Nachfolger von Martin Patrick Durkin als Arbeitsminister (Secretary of Labor) in sein Kabinett. In dieser Funktion sprach er am 20. September 1954 der Gewerkschaftsorganisation American Federation of Labor (AFL) ab, eine objektive Bewertung der Leistungen der Regierung Eisenhower hinsichtlich des US-Arbeitsmarktes abgeben zu können. Die Beziehungen zwischen Mitchell, der AFL und der anderen großen Dachgewerkschaft Congress of Industrial Organizations (CIO) war anschließend angespannt. Seine Gegenspieler auf Seiten der Gewerkschaft waren dabei der Präsident der AFL, George Meany, und der Präsident der CIO, Walter Reuther. Am 1. Februar 1955 warf ihm der Exekutivrat der AFL vor, arbeitsrechtliche Verletzungen durch Niedriglöhne bei Baumaßnahmen der Regierung zu tolerieren. Mitchell wies diese Anschuldigungen jedoch unmittelbar zurück. Andererseits forderte er die Einführung eines Mindeststundenlohns von 90 Cent, während Funktionäre von AFL und CIO einen Mindeststundenlohn von 1,25 US-Dollar verlangten. Im August 1955 setzte der US-Kongress den Mindestlohn schließlich auf 1 US-Dollar fest.
Der von der Regierung Eisenhower 1958 vorgelegte Entwurf eines Arbeitsgesetzes war im Wesentlichen von Mitchell verfasst. Darin sprach er sich für Reformen bei den Gewerkschaften aus. Insbesondere forderte er die Einführung jährlicher Finanz- und Rechenschaftsberichte, die Wahl der örtlichen Gewerkschaftsfunktionäre durch direkte und geheime Wahlen sowie die Wahl der nationalen Gewerkschaftsleiter ebenfalls durch direkte und geheime Wahlen oder durch Delegierte. Der Gesetzentwurf wurde jedoch am 18. August 1958 durch das Repräsentantenhaus der Vereinigten Staaten abgelehnt.
Nach dem Ende von Eisenhowers Amtszeit schied Mitchell am 21. Januar 1961 aus der Regierung aus. Im November desselben Jahres trat er, mittlerweile zu den Republikanern gewechselt, als deren Kandidat bei der Wahl zum Gouverneur von New Jersey an. Er erzielte einen Stimmenanteil von 48,7 Prozent und belegte damit knapp geschlagen den zweiten Platz hinter dem Demokraten Richard J. Hughes.